# A13-as autópálya (Horvátország)
Az A13-as autópálya (horvátul autocesta A13) az A12-es autópályát fogja összekötni Verőcén keresztül a magyar határon lévő Barccsal.
Jelenleg a Vrbovec és Belovár közötti szakaszt építik.